# Bunte Hunde
Bunte Hunde ist ein deutscher Gangsterfilm von Lars Becker aus dem Jahr 1995 mit Oana Solomon, Peter Lohmeyer, Til Schweiger und Catrin Striebeck in den Hauptrollen. Der Film startete in der Reihe „Neues Deutsches Kino“ beim Filmfest München am 17. August 1995 in den deutschen Kinos, wo er von 69.909 Zuschauern besucht wurde.

## Handlung
Die Ganoven Toni Starek, Pepe Brenner, Dolores Bosch und der Ex-Legionär Guru Freiland sind „Bunte Hunde“, sie knacken Autos. Durch den Verrat Pepes gelingt es dem Kommissar Goethals, Toni Starek zu inhaftieren. Durch seine heimliche Geliebte Mona Arthur kann er aus dem Gefängnis entfliehen. Seine Freiheit währt allerdings nicht lange, denn Toni wird ein weiters Mal hängengelassen. Nun müssen sich Toni und Pepe einen weiteren Ausbruch wagen, indem sie sich mit Geiseln den Weg in die vorläufige Freiheit bahnen.

## Produktionsnotizen
Bunte Hunde wurde von Stefan Schubert durch die Glückauf Filmproduktion und die Wüste Filmproduktion produziert. Die Dreharbeiten fanden vom 8. August 1994 bis zum 10. Oktober 1994 unter anderem in Wolfenbüttel, Braunschweig, Hamburg, Antwerpen und Hannover statt.
Der Journalist Ulrich Wickert hat in diesem Film einen Cameo-Auftritt als Nachrichtensprecher.

## Kritik
Für die Redaktion vom film-dienst war Bunte Hunde ein „reizvoller, in balladeskem Stil lakonisch und wortkarg erzählter Kriminalfilm, der mehr an Stimmungen und Atmosphäre interessiert ist als an der vordergründigen Erklärbarkeit der Ereignisse und Personen.“